# Dhambalin
Dhambalin ist der Name eines Felsdachs aus Sandstein in der Region Togdheer im Norden Somalias (Somaliland), in dem 2007 Höhlenmalereien entdeckt wurden. Diese Malereien umfassen neben Darstellungen von Menschen, Rindern, Ziegen und Wildtieren die frühesten bekannten Abbildungen von Schafen in Somalia.

## Lage und Entdeckung
Der nächstgelegene Ort ist Beenyo Dhaadheer, eine kleine ländliche Siedlung rund 60 Kilometer östlich der Hafenstadt Berbera. Einwohner von Beenyo Dhaadheer wiesen die somalische Archäologin Sada Mire – Direktorin des Departements für Archäologie innerhalb des Ministeriums für Tourismus und Kultur von Somaliland – auf ein dhambalin in der Nähe ihres Ortes hin. Dieser Name bedeutet „halber, vertikal geschnittener Berg“ und beschreibt die Form des Felsens.
Der untere Teil des Felsens ist von Sand bedeckt. Der Sandstein ist fragil und von Korrosion betroffen. Aufgrund von Winderosion und der Porosität des Gesteins sind Teilstücke abgebrochen. Auch auf diesen Trümmern lassen sich Reste von Malereien erkennen.

## Höhlenmalereien
Die Malereien bedecken eine Fläche von rund vier Metern Höhe und 12 Metern Breite und gehören zu mehreren Schichten. Sie werden dem äthiopisch-arabischen Stil zugeordnet, der vorsichtig etwa auf die Zeit zwischen 5000 und 3000 Before Present datiert wird und zu dem auch die Höhlenmalereien von Karin Heegan und Laas Geel zählen. Ähnlichkeiten bestehen auch zu den Felsbildern in Jilib Rihin und Haadh, die Sada Mire ebenfalls 2007 in der Region Togdheer fand.
Es sind acht bis zehn Menschen dargestellt, meist als Teil von Jagdszenen mit Pfeil und Bogen und umgeben von Wildtieren. Einer der Jäger ist mit dem Haar nach unten, mit Kopfbekleidung und in Begleitung zweier Hunde abgebildet. Ein weiterer Jäger sitzt auf einem Tier, womöglich einem Pferd. Zwei Menschenabbildungen sind eindeutig männlichen Geschlechts und haben die Arme weit ausgestreckt. Eine menschenähnliche Figur ist in Weiß und mit im Vergleich zum Rumpf großem Kopf gemalt, sie könnte ein Kind darstellen. Im Vergleich zu den Tierabbildungen sind die Menschen weniger naturgetreu und genau gemalt.
Die meisten Tiere sind im Profil abgebildet. An Wildtieren finden sich mindestens acht Giraffen in unterschiedlichen Farben, eine Schildkröte, Antilopen, Löwen, Schlangen, Pavian-ähnliche Tiere und eine Wildkatze.
14 Schafe sind mit typischer Rumpfform, Kopf und Nase und dünnen Beinen eindeutig als solche erkennbar. Drei davon sind in Rot mit einem weißen Gurt um den Bauch gemalt, während die übrigen elf weiß mit roten dekorativen Elementen sind. Im Gegensatz zu den heute in der Region gehaltenen Schafen (Somaliaschaf) haben sie keine schwarzen Köpfe.
Rinder sind in unterschiedlichen Farben und Größen, meist jedoch als Kühe mit vollen Eutern und manchmal begleitet von Kälbern abgebildet. Bei mindestens einem handelt es sich eindeutig um einen Stier, zwei weitere könnten ebenfalls Stiere sein. Die meisten haben einen kleinen oder keinen Hals, einige sind ohne Kopf. Eine einzige Rinderfigur hat einen großen Hals.
Ferner sind zumindest fünf Ziegen dargestellt.